# DirectFB
DirectFB全名是Direct Frame Buffer。DirectFB是德國Convergence公司推動的開放原始碼計劃，是GNU/Linux作業系統上的函式庫，提供硬體圖形加速（hardware graphics acceleration）與translucent windows等功能。授權方式為GNU宽通用公共许可证。
2006年版的DirectFB擁有CE Linux Forum的音效/影像圖形規格V2（Audio/Video Graphics Specification V2）. 

## 外部連結
- 官方网站
- Freecode上的DirectFB